# ジョヴァンニ・ゴリーア
ジョヴァンニ・ゴリーア（Giovanni Goria、1943年7月30日 - 1994年5月21日）は、イタリアの政治家。
首相（第45代）、財務大臣、農林政策大臣を歴任。

## 経歴
トリノ大学を卒業した後、1960年にキリスト教民主主義(DC)に入党。1976年、代議院議員に初当選した。
1982年から1987年まで、アミントレ・ファンファーニ内閣やベッティーノ・クラクシ内閣の財務大臣を歴任する。ルーブル合意に出席した際には、あらかじめG5間で合意が済んでいたことや会議がアメリカ主導であったことに不快感を示し、会議の途中で帰国している。
1987年7月28日、首相に任命される。ゴリーア内閣はDC、イタリア社会党、イタリア共和党、イタリア民主社会党、イタリア自由党の5党連立で組閣された。44歳での首相就任は、イタリアが共和制に移行してからの最年少での就任であった。
1987年、チェルノブイリ原子力発電所事故を受けて、原発建設における政府権限の制限を問う国民投票を実施。結果、原発関係の現行法の廃止に圧倒的多数の票が集まり、ゴリーアは原発建設を当分の間凍結すると発表した。
しかし、連立与党の足並みの乱れから、1988年4月にゴリーア内閣は総辞職する。
その後、1989年に欧州議会議員に選出される。1991年ジュリオ・アンドレオッティ内閣の農林政策大臣に就任し、ジュリアーノ・アマート内閣では財務大臣に就いた。しかし、1993年に収賄容疑に問われ、1994年5月21日に肺癌で急逝した。